# Lu Wenyu
Lu Wenyu é uma arquitecta chinesa e co-fundadora, com seu marido Wang Shu, do Amateur Architecture Studio. Escolheram o nome como protesto pela arquitectura profissional e sem alma praticada em Chinesa, que crêem tem contribuído à demolição a grande escala de muitos velhos bairros urbanos.

## Prémios
Em 2010, Lu Wenyu e seu marido e sócio empresarial Wang Shu ganharam o prémio alemão de arquitectura Schelling Architecture Prize.
Em 2012, Wang Shu recebeu o Prémio Pritzker pelo trabalho realizado por sua empresa, Amateur Architecture Studio. Numa entrevista ao Los Angeles Times, Wang Shu expressou que Lu merecia compartilhar o prémio com ele.